# أيهبان
أيهبان (بالإنجليزية: Scytonema)‏ هي جنس من البكتيريا، سلبية الغرام.